# Anthony Yerkovich
Anthony Yerkovich es un guionista y productor de televisión estadounidense.

## Biografía
Después de haber producido y escrito 31 episodios de la serie Hill Street Blues entre 1981 y 1983, fue contactado por Brandon Tartikoff, director de entretenimiento de NBC, para escribir y dar vida al concepto de su nueva serie de detectives, Miami Vice. También será el productor ejecutivo de los primeros seis episodios antes de abandonar el exclusivo Michael Mann.
A partir de 1977, escribió un episodio de Starsky y Hutch, y luego otra para la serie Hart to Hart, 240-Robert, y en 2001, por Big Apple, donde también será el productor.